# Mezoregion Marília

Mezoregion Marília

Mezoregion Marília – mezoregion w brazylijskim stanie São Paulo, skupia 20 gmin zgrupowanych w dwóch mikroregionach. Liczy 7.188,6 km² powierzchni.

## Mikroregiony
- Marília
- Tupã